# Alfombra de Feraghan
La alfombra de Feraghan es un tipo de alfombra persa. Se anudaban en la ciudad de Mushkabad, completamente destruida en el siglo XIX por orden de Fathalí Shah Kayar. Su producción está detenida, excepto en la ciudad de Ibrahimabad.

## Descripción
Las decoraciones de la alfombra de Feraghan están muy influenciadas por el motivo hérati. Los medallones siempre están decorados con este motivo. Se destacan bien del fondo (blanco o azul oscuro sobre un campo azul oscuro o rojo amaranto). 
El borde es muy importante; se compone de una serie de bandas estrechas cargadas de adornos. Las bandas exteriores tienen motivos geométricos, y las interiores flores estilizadas, o boteh. Algunos ejemplares muy raros tienen el campo y los bordes decorados exclusivamente con el motivo zil-i sultan. Los colores de los bordes a menudo son claros y vivos: amarillo, verde claro, azul y blanco. 
Estas alfombras son muy sobrias y eran muy apreciadas en las mansiones inglesas de la época victoriana.
- Datos: Q3515489